# Borsodszentgyörgy
Borsodszentgyörgy je obec na severovýchodě Maďarska v župě Borsod-Abaúj-Zemplén.
Rozkládá se na ploše 21,52 km² a v roce 2024 zde žilo 1 029 obyvatel.

## Družební obec
- Blhovce, Slovensko